# سیاه‌کاج داهوری
سیاه‌کاج داهوری (نام علمی: Larix gmelinii) نام یک گونه از سرده سیاه‌کاج است.